# Abdulkadir Kochak
Kochak (turcă Abdülkadir Koçak; n. 1 ianuarie 1981) este un boxer turc, reprezentant al primei categorii de greutate ușoară. A jucat pentru echipa națională de box a Turiciei pe tot parcursul anilor 2000. Este campion al Jocurilor Mediteraneene, campion al campionatului național al Turciei, câștigător și medaliat al multor turnee de importanță internațională.